# 미나레트

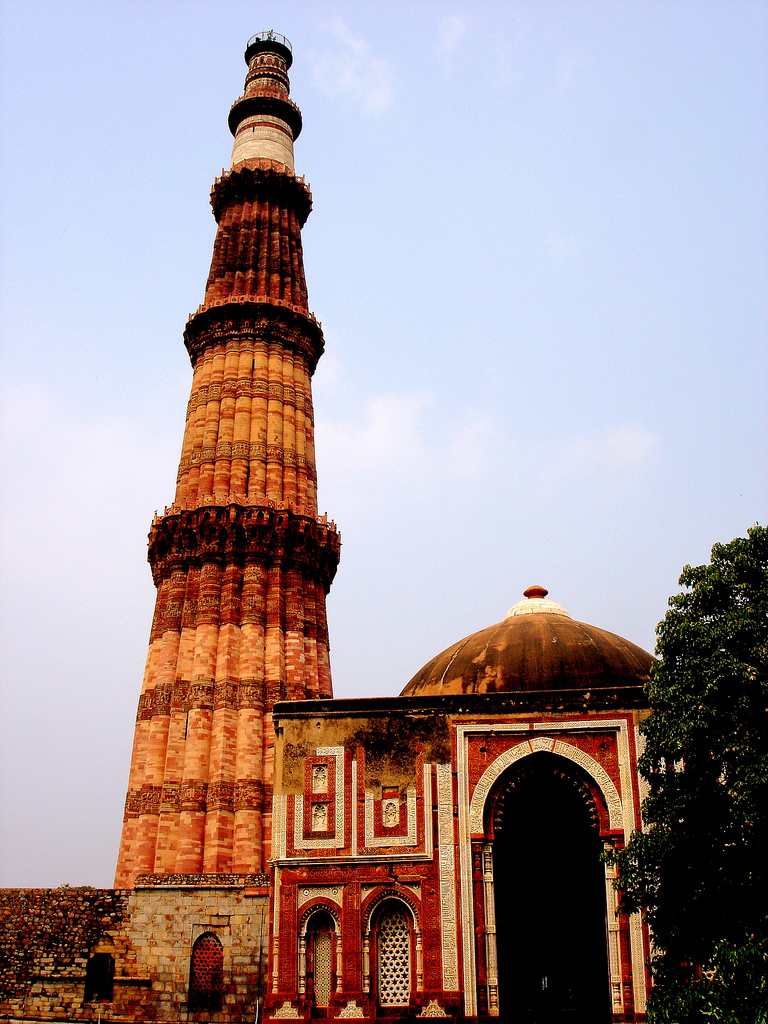
델리의 쿠트브 미나르

미나레트(영어: minaret)는 모스크의 부수 건물로, 예배 시간 공지(아잔)를 할 때 사용되는 탑이다. 미나레트는 튀르키예어 미나레(minare)에서 유래하여 여러 서구 언어로 된 명칭으로, 아랍어에서는 마나라(منارة), 페르시아어로는 메나레(مناره)라고 한다.

## 같이 보기
- 종탑
- 모스크 목록